# Bloodborne
Bloodborne je akční RPG videohra z pohledu třetí osoby vytvořena japonskou videoherní společností FromSoftware a vydaná společností Sony Interactive Entertainment. Hra byla vydána v březnu 2015, jakožto exkluzivní hra na PlayStation 4.
Hra provádí hráče fiktivním městem Yharnam, jehož gotický architektonický design je inspirován skutečnými místy, jako jsou Rumunsko nebo Praha. Celý svět by se dal zařadit pravděpodobně do viktoriánského období.
Hráčovým hlavním cílem je najít a zničit zdroj nákazy, která dělá z lidí bestie. Bloodborne je další hra z takzvané Soulsborne série, která proslula svojí velkou obtížností.

## Hratelnost
Bloodborne má velmi mnoho společných prvků se sérií Dark Souls. Hráč musí nalézat zkratky, které mu usnadňují pohyb ve světě. Taktéž systém rychlého cestování je velmi podobný. Je zde ale několik rozdílů. Ve hře je daleko menší paleta zbraní, místo štítu hráč používá pistoli, pušku, či jinou střelnou zbraň. Jednou z největších změn je, že když hráč utrpí zranění, má krátký čas na protiútok, aby mohl získat zdraví zpět, to dělá souboje daleko akčnější a rychlejší nežli u Dark Souls.

## Příběh
Podobně jako v sérii Dark Souls, i v této hře se příběhové pozadí skládá z pouhých náznaků a indicií, které si musí poskládat dohromady samotný hráč. Hra tak umožňuje individuální chápání příběhu.
První okamžiky hry sledujeme z pohledu Lovce (v anglickém originále The Hunter), blíže bezejmenné hlavní postavy, jehož operuje neznámý stařec na vozíku. Vysvětlí, že provádí krevní transfúzi, a že s „bledou krví (Paleblood) přišel na správné místo,“ ovšem nejprve bude potřebovat kontrakt. Následně varuje Lovce, že může zažít noční můry a propukne v škodolibý smích. Obrazovka pak na chvíli ztmavne, načež se zjeví změť vizí: Lovec leží na operačním stole a velká krvavá bestie se zvedne z podlahy a rozpřáhne se po něm drápy. Vzápětí se v místnosti objeví oheň a donutí bestii ustoupit, načež zpod postele vylezou malá stvoření a začnou po Lovci lézt; obrazovka poté opět zčerná. V ten moment začíná samotná hra.
Lovec se probouzí na operačním stole v malé klinice, zcela odlišné od místa, v níž se předtím nacházel. Jediné, co tam nachází, je krátký zpráva (v japonské verzi popsaná jako "napsaná tvým rukopisem",), která jej instruuje, aby nalezl bledou krev a povznesl se tak nad lov. Zjišťuje, že je ve městě zvaném Yharnam a začíná se svou cestou. Samotný goticko-viktoriánský Yharnam je známý pro své zázračné lékařské služby díky krevní ministraci (Blood Ministration), tedy krevní transfúzi. Po mnoho let do města přichází lidé s úmyslem vyhledat lék na jejich nemoce a všelijaká soužení. Yharnam je však sužován endemickou nákazou, která změnila většinu obyvatel v krvelačné bestie podobné vlkodlakům. Přesně od toho tu jsou lovci, kteří v nocích Lovu (The Hunt) likvidují různé příšery a jiné lidem nebezpečné hrozby.
Krátce po procitnutí v klinice je Lovec výše zmíněnou bestií zabit, načež se probouzí v Lovcově snu (The Hunterʼs Dream), spektrální říši, která funguje jako základna a bezpečné útočiště pro lovce. V Lovcově snu se hlavní hrdina setká s Gehrmanem, starcem na vozíku, který hráčovi poskytuje užitečné rady, a Panenkou (The Doll), živoucí panenkou velikosti dívky, která hráčovi umožňuje zvyšovat úroveň hlavní postavy, a která k Lovci začne pociťovat emocionální pouto. Gehrman vysvětlí, že pokud chce Lovec uniknout z celé noční můry, která jej sužuje, musí lovit nejrůznější monstra po celém Yharnamu, zničit zdroj zdejší nákazy a nalézt onu tajemnou bledou krev (dodnes se spekuluje, co je bledá krev vlastně zač).
Lovec se tedy vydá do Yharnamu, kde začne odhalovat temná tajemství města a původ celé nákazy. Kdysi dávno existovala na místech dnešního Yharnamu vyspělá civilizace, takzvaní Pthumeriané (Pthumerians), kteří si vybudovali rozsáhlé podzemní labyrinty a uctívali Velké (Great Ones), prastaré kosmické bytosti s božskými schopnostmi. Ti jim věnovali svou božskou krev se zázračnými účinky, ovšem Pthumeriané nakonec neznámo proč vymřeli. Po mnoha letech, když byl na ruinách pthumerianského města vystavěn Yharnam, byla v jeho podzemí učenci z Byrgenwerthské akademie (Collage of Byrgenwerth) objevena ona zázračná krev. V Yharnamu se tato krev začala využívat jako lék na všelijaké choroby a soužení, ale pravděpodobně se také stala zdrojem samotné nákazy měnící lidi v bestie.
Při cestě skrz Centrální Yharnam (Central Yharnam), tedy druhou oblastí ve hře, se Lovec setká s Gilbertem a poptá se ho na bledou krev. Gilbert samozřejmě také neví, ale pošle hlavního hrdinu do Katedrální čtvrti (Cathedral Ward), kde by měl vyhledat Léčebnou církev (Healing Church), protože právě oni se starají o krevní transfúze a mohli by Lovci pomoct. Hlavní hrdina se následně setká s lovcem jménem otec Gascoigne (Father Gascoigne), který Lovce hledal ve snaze jej zabít, aby předešel jeho proměně v zuřivou bestii. Nicméně, přímo uprostřed souboje, se sám Gascoigne kvůli nákaze změní v monstrum. Jakmile je Gascoigne zabit, Lovec pokračuje hlouběji do Katedrální čtvrti a vstoupí do Velké katedrály (Grand Cathedral), kde zabije vikáře Amelii (Vicar Amelia), nyní taktéž změněnou v bestii. Vzápětí přijde do kontaktu s podivným artefaktem, který mu poskytne vizi, aby vyhledal Byrgenwerthskou univerzitu.
Po zabití tří nepřátel známých jako Stíny Yharnamu (Shadows of Yharnam) se Lovec dostane na půdu univerzity, kde se střetne s hrozivou Rom, zvanou Prázdný pavouk (Rom, the Vacuous Spider), což kdysi býval člověk, který se v důsledku pokusů s ostatky Velkých změnil v tuto změť ohavnosti. Po její smrti Lovec získá vyšší smysl vnímání a vidí doposud neviděné, prolomí bariéru, která lidem zabraňuje vnímat skutečné hrůzy kolem nich. Tehdy uzře královnu Yharnam, dávno mrtvou pthumerianskou vládkyni, s níž pravděpodobně nejvyšší z Velkých, sám Oedon, kdysi počal dítě jménem Mergo. Je to právě tento sirotek, který stvořil celou noční můru a je jejím zdrojem.
Díky novému vnímání pokračuje Lovec do dříve neviděné vesnice YaharʼGul, v níž někteří Velcí žijí a jsou zde uctíváni a zkoumáni radikální Mensijskou školou (School of Mensis). Její učenci se zde snaží vytvořit fyzické tělo pro jednoho z Velkých, konkrétně pro jedince známého jako Znovuzrozený (The One Reborn), což se jim za použití temného rituálu bohužel podaří. Po zabití Znovuzrozeného se Lovec dostane do Mergovy spektrální říše zvané Mensijská noční můra (Nightmare of Mensis), kde nalezne Micolashe, vůdce učenců, který zešílel a je posedlý Velkými. Po jeho smrti se hráč střetne se samotným Mergem a jeho strážkyní, Mergovou kojnou (Mergoʼs Wet Nurse). Jakmile je Lovec zabije, přichází na řadu finální fáze hry. Hlavní hrdina se vrátí do Lovcova snu a Gehrman mu nabídne, že se konečně může probudit, pokud se nechá zabít bez odporu, i když při posledním probuzení ztratí vzpomínky na sen. Od tohoto momentu jsou možné tři různé konce hry:
1. Yharnamský úsvit (Yharnam Sunrise) – Hráč přijme Gehrmanovu nabídku, načež stařec vstane ze svého křesla a usekne Lovci hlavu. Ten se vzápětí probudí ve skutečném Yharnamu při východu slunce. Nicméně si již nevzpomíná na Lovecký sen, ani na noční můry, a zbudou mu pouze vzpomínky na samotný lov. Zdá se, že celý děj hry byl jen zlý sen, ale ať tak či onak, Lov je u konce, ale bez vzpomínek na Gehrmana a noční můry nemůže Lovec nikomu říct, co se dozvěděl, a celé zamoření příšerami i lov se budou muset v budoucnu opakovat. V Lovcově snu mezitím Panenka dává Lovci své sbohem.

2. Ctění přání (Honoring Wishes) – Hráč odmítne Gehrmanovu nabídku, načež na něj stařec zaútočí: nechce, aby zde Lovec zůstal uvězněn. Jakmile hráč Gehrmana zabije, objeví se tajemná bytost zvaná Měsíční přítomnost (Moon Presence) a navždy spojí Lovce se snem. O nějakou dobu později sledujeme Lovce na vozíku, který nahradil Gehrmana v zaučování nových lovců. Panenka konstatuje, že brzy začne nový Lov.

3. Počátek dětství (Childhoodʼs Beginning) – Během hry lze najít celkem tři části Pupeční šňůry (Umbilical Cord), která vznikla, když se Velcí snažili rozmnožit, a byla často užívána lidmi při pokusech. Pokud je Lovec zkonzumuje ještě před Gehrmanovou nabídkou, tu následně odmítne a Gehrmana v souboji zabije, opět se objeví Měsíční přítomnost s úmyslem spojit Lovce se snem. Ten však vzdoruje a s Přítomností bojuje. Po její porážce se Lovec promění v novorozeného Velkého, který značně připomíná oliheň. Panenka se jej rozhodne vychovat jako vlastního potomka. Lovec se tak povznese na vyšší úroveň existence a eventuelně povede lidstvo v jeho druhém dětství.

## DLCThe Old Hunters
The Old Hunters je název datadisku k základní hře, vydaného dne 24. listopadu 2015 pro PlayStation 4. Rozšíření přidává do hry novou výbavu, zbraně, lokace, ale též nové souboje s bossy a hlavně nový příběh, který se točí kolem nové spektrální říše jménem Hunterʼs Nightmare, v níž se hráč postaví ostatním lovcům.

#### Příběh
Hlavní postavou tohoto datadisku je opět Lovec ze základní hry. Jak cestuje skrz Yharnam, dozvídá se o existenci Lovcovy noční můry (Hunterʼs Nightmare), hrůzné spektrální říše, v níž jsou uvězněni jedni z prvních lovců. Tito jedinci se stali závislými na krvi a zcela přišli o rozum. Přesně dle zákona eskalace děje se Lovec záhy setká s Amygdalou, jednou z Velkých, která jej ve výše zmíněné Noční můře uvězní. Zde se setká se Simonem, zvaným Trýzněný lovec (Simon, the Harrowed Hunter), který Lovci vysvětlí, že Noční můra funguje jako vězení pro lovce, kteří podlehli vlastnímu šílenství a chorobě, která mění lidi v krvelačné bestie. Dodá, že tato Noční můra byla vytvořena z nebezpečného skandálního tajemství. Simon následně asistuje hráčovi napříč datadiskem podobně jako Gehrman v základní hře.
Lovec nejprve zamíří do Kostela Noční můry (Nightmare Church), kde se střetne a následně zabije Ludwiga Svatou čepel (Ludwig, the Holy Blade), nyní známého jako Ludwig Prokletý (Ludwig the Accursed). Ten kdysi býval jedním z prvních Církevních lovců, což je radikální odnož lovců sloužící Léčebné církvi. Hned po bitvě se hráč může rozhodnout, zda umírajícímu Ludwigovi řekne krutou pravdu, co se stalo z prohnilé Církve a upadajícího Yharnamu, anebo zalže a nechá Ludwiga zemřít šťastného, že město porazilo nákazu. Hráč se též může postavit zakladateli Církve: Laurencovi, Prvnímu vikáři (Laurence, the First Vicar), jehož objeví u oltáře Velké katedrály Noční můry proměněného v Kněžskou bestii (Cleric Beast).
Lovec následně pokračuje do Výzkumné síně (Research Hall), kde od Simona zjišťuje, že aby odhalil tajemství celé Noční můry, musí dosáhnout Astrální hodinové věže (Astral Clocktower) a zabít lady Marii, dalšího z prvních lovců a Gehrmanovu studentku. Po probití se skrz Živoucí neúspěchy (Living Failures), tedy neúspěšné výsledky lidských experimentů přiblížit se Velkým, se Lovec dostává k věži. Po porážce Marie vychází najevo, že strážila trosky rybářské vesničky, která byla vtažena do Noční můry, a jejíž obyvatelé se proměnili v groteskní rybovitá monstra. Tam Lovec zamíří a naposledy se zde setká se Simonem, který je smrtelně raněn. Věnuje Lovci klíč (který lze použít k odemčení Bradorovy cely) a svou zbraň (takzvaný bowblade) a prosí jej, aby ukončil Noční můru. Poté je odhaleno, že právě v oné vísce je zdroj Noční můry: ve skutečnosti se jedná o prokletí, které Kos, jedna z Velkých, uvrhla na byrgenwerthské učence a jejich podřízené lovce, kteří v honbě za poznáním mučili a vraždili obyvatele vísky a zkoumali Kosinu mrtvolu vyvrženou na pláži.
Jak Lovec pokračuje dál k pobřeží, skutečně zde nalézá ostatky Kos, načež z jejího lůna vyleze novorozený Velký, jednoduše zvaný Sirotek Kos (Orphan of Kos), který zaútočí na Lovce. Po jeho smrti je kletba zlomena a celá Lovcova noční můra skončí.